# Армяно-польские отношения
Армяно-польские отношения — двусторонние дипломатические отношения между Арменией и Польшей.
У Армении есть посольство в Варшаве, а у Польши есть посольство в Ереване.
В 2005 году Польша официально признала геноцид армян.
Польские компании, такие как «Lubawa SA» также сотрудничают с правительством Армении. «Lubawa-Armenia» и Министерство обороны Армении успешно создали предприятие по обеспечению бронежилетами, шлемами, обманками транспортных средств и палатками Вооружённых Сил Армении, которое открывает для польских компаний портал по поддержке и получению доступа к евразийским рынкам.
Российские, польские и армянские новостные ресурсы сообщали о том, что польская компания начала модернизацию армянских Т-72 в PT72U — модификации PT-91 Twardy.
Основным продуктом импорта Армении из Польши является вишня.